# Stefania Kiewłen
Stefania Kiewłen (ur. 8 stycznia 1941 w Warszawie) – polska lekkoatletka, specjalistka pchnięcia kulą.

## Kariera
Na mistrzostwach Europy w 1962 w Belgradzie zajęła 11. miejsce w tej konkurencji.
Była mistrzynią Polski w pchnięciu kulą w 1962 i 1964. 16 czerwca 1962 w Warszawie ustanowiła rekord Polski w tej konkurencji wynikiem 15,42 m.
W latach 1961–1965 startowała w czternastu meczach reprezentacji Polski w pchnięciu kulą, odnosząc cztery zwycięstwa indywidualne.
Rekord życiowy:
- pchnięcie kulą – 15,42 (16 czerwca 1962, Warszawa)

Była zawodniczką klubów: LKS Sopot, SLA Sopot i Spójnia Gdańsk. Jej trenerami byli Tadeusz Krzyżanowski, Sławomir Zieleniewski i R. Żukowski.